# 熊本県道327号大浜小天線
熊本県道327号大浜小天線（くまもとけんどう327ごう おおはまおあません）は、熊本県玉名市を通る一般県道である。

## 概要
菊池川の河口付近や旧横島町を経由している。

### 路線データ
- 起点：熊本県玉名市大浜町（熊本県道113号玉名植木線交点）
- 終点：熊本県玉名市天水町小天（国道501号交点）

## 路線状況

### 道路施設

#### 橋梁
- 大浜橋 - 菊池川に架かる橋である。

## 地理

### 通過する自治体
- 玉名市

### 交差する道路
| 交差する道路            | 交差する場所 | 交差する場所 |
| ----------------------- | ------------ | ------------ |
| 熊本県道113号玉名植木線 | 大浜町       | 起点         |
| 国道501号               | 大浜町       |              |
| 国道501号               | 天水町小天   | 終点         |

### 沿線
- 有明海
- 菊池川
- 唐人川